# CBS 광장
《CBS 광장》은 대한민국의 방송국 기독교방송의 라디오 채널 CBS 표준FM에서 매주 일요일 오전 8시 ~ 오전 9시까지 방송하는 라디오 프로그램이다.
매주 기독교계 인사를 초대하여 한국 기독교 현안에 대해 이야기한다.
2015년 CBS 가을개편으로 기존 오후시간대에서 오전시간대로 옮겨졌으며 진행자도 박명규 아나운서에서 송정훈 아나운서로 교체되었다.

## 역대 진행자
- CBS 장승철 방송위원(전신프로그램 CBS 초대석 진행)
- CBS 이명희 아나운서
- CBS 나이영 기자
- CBS 최경배 기자
- CBS 박명규 아나운서
- CBS 송정훈 아나운서
- CBS 신지혜 아나운서
- CBS 고석표 기자
- CBS 최경배 기자

## 같이 보기
- CBS 표준FM